# Henri Duvernoy

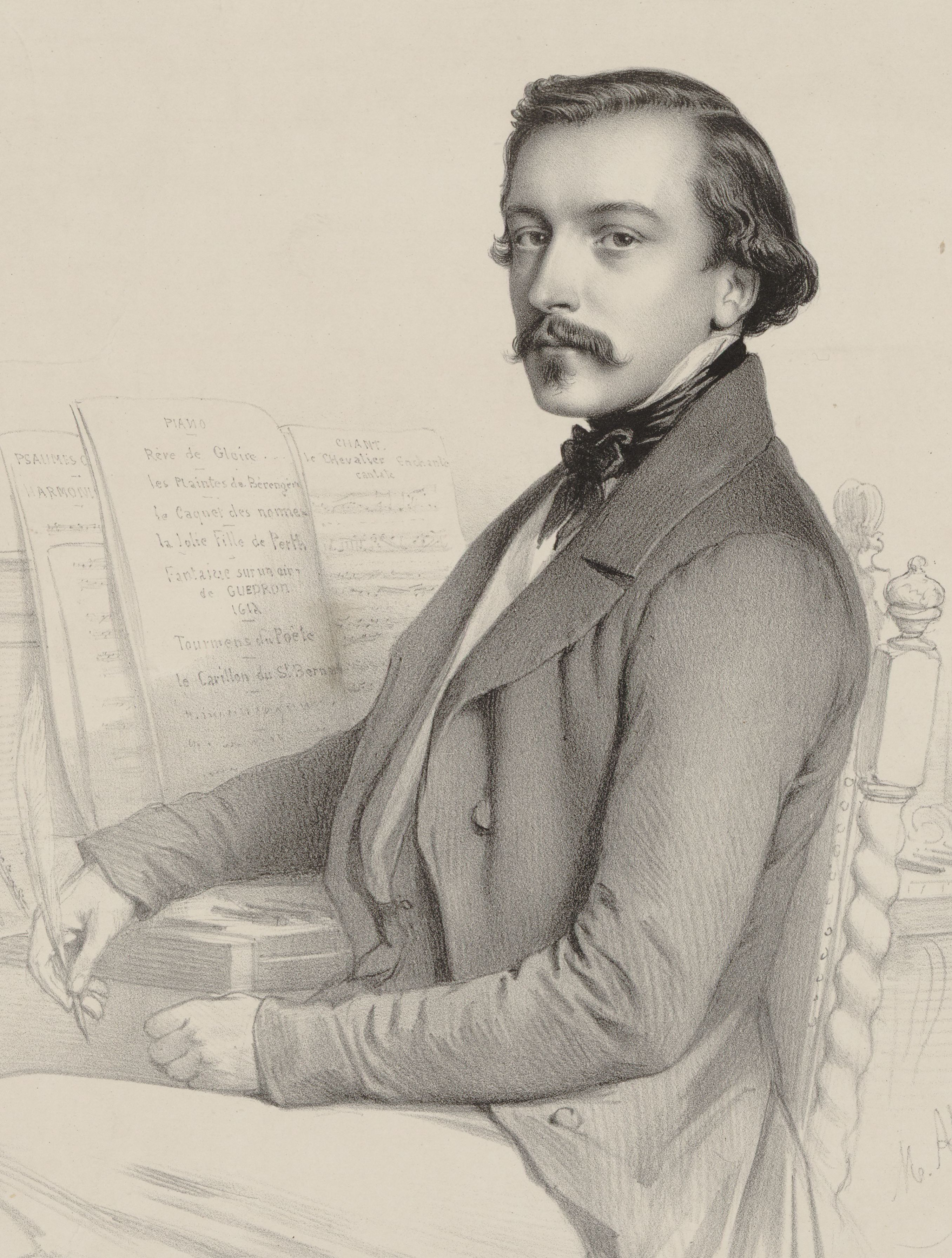
Henry Duvernoy, Lithographie von Marie-Alexandre Alophe

Henry Louis Charles Duvernoy (* 16. November 1820 in Paris; † 24. Januar 1906 ebenda) war ein französischer Komponist, Organist und Musikpädagoge.
Duvernoy entstammte einer Musikerfamilie. Sein Onkel Frédéric Duvernoy war ein bedeutender Hornist, sein Vater Charles Duvernoy ein Klarinettist.
Duvernoy trat im Alter von neun Jahren in das Conservatoire de Paris ein, wo er bei Aimé Leborne, Pierre Zimmermann, Victor Dourlen, Fromental Halévy und François Benoist studierte. 1843 gewann er mit der Kantate Le Chevalier enchanté nach Claude-Emmanuel de Pastoret den Ersten Second Grand Prix de Rome – ein Premier Grand Prix wurde in diesem Jahr nicht vergeben.
Bereits seit 1839 unterrichtete Duvernoy Solfège am Conservatoire. Im Jahr 1848 übernahm er eine eigene Klasse, die er bis zu seinem Ruhestand 1880 leitete. Er verfasste mehrere musikalische Lehrwerke, seine 25 Leçons de solfège à changements de clefs wurden sowohl vom Conservatoire de Paris als auch von den Konservatorien in Brüssel und Lüttich für den Unterricht verwendet. Für seine Verdienste um die Musikerziehung wurde er zum Officier d’Académie und zum Ritter des Leopoldsordens ernannt.
Daneben war Duvernoy 41 Jahre lang als Organist an verschiedenen Kirchen in Paris aktiv. Im Rahmen der Reform der lutherischen Liturgie veröffentlichte er 1846 die zweibändige Nouveau choix de psaumes et de cantiques harmonisés à quatre voix. Weiterhin komponierte er mehr als einhundert Klavierwerke.
Auch zwei Brüder Duvernoys wurden als Musiker bekannt: Charles als Sänger und Frédéric als Hornist. Die Söhne von Charles waren der Pianist und Komponist Victor Alphonse Duvernoy und der Sänger Edmond Duvernoy.

## Werke
- 25 Leçons de solfège à changements de clefs, 1857
- Solfège artistique avec accompagnement de piano, 1860
- 400 Dictées musicales
- 600 Dictées musicales, 1882–83
- École concertante de solfège, 20 études de style et de perfectionnement
- Leçons manuscrites de solfège, 1906–07
- Solfège progressif, sans accompagnement
- 15 Vocalises pour voix de soprano ou ténor